# Born to Touch Your Feelings - Best of Rock Ballads
Born to Touch Your Feelings - Best of Rock Ballads è una raccolta di ballads del gruppo heavy metal tedesco Scorpions pubblicata il 24 novembre 2017 dalla RCA. I brani sono stati estratti dall'album Lovedrive fino al più recente Return to Forever.

## Tracce
1. Born to Touch Your Feelings - 4:01
2. Still Loving You - 6:42
3. Wind of Change - 5:08
4. Always Somewhere - 4:57
5. Send Me an Angel (Acoustic Version 2017) - 4:21
6. Holiday - 6:31
7. Eye of the Storm (Radio Edit) - 3:21
8. When The Smoke Is Going Down - 3:52
9. Lonely Nights - 4:49
10. Gypsy Life - 4:50
11. House of Cards (Single Edit) - 4:27
12. The Best Is Yet to Come - 4:31
13. When You Came Into My Life - 3:29
14. Lady Starlight - 6:16
15. Follow Your Heart - 4:05 - inedito
16. Melrose Avenue - 3:30 - inedito
17. Always Be With You - 3:29 - inedito

## Formazione
- Klaus Meine – voce
- Rudolf Schenker – chitarra ritmica, cori
- Matthias Jabs – chitarra solista, chitarra ritmica, chitarra acustica
- Paweł Mąciwoda – basso
- Mikkey Dee – batteria in Follow Your Heart, Melrose Avenue e Always Be With You